# San Miguel de Gonteres
San Miguel de Gonteres (catalán, Sant Miquel de Gonteres o Sant Miquel de Guanteres), es una urbanización del Vallés Occidental, pertenece al municipio de Viladecavalls.Está situada entre la riera de Gaiá y el torrente de Can Gonteres, y la atraviesa el ferrocarril Barcelona- Manresa . Tiene una estación de Rodalies de la línea R4 . Tiene acceso por la carretera C-58 o autovía de Bauma, por una carretera que sale de Tarrasa (desde el barrio de la Casa Boada) y por la carretera B-122, o carretera de Rellinars.
Cuenta con 1312 habitantes (2009), censados en el término municipal de Viladecavalls. 
La urbanización se creó en los terrenos de la masía de Can Gonteres y la iglesia de San Miguel, situadas entre las masías de Can Mitjans y Can Tries, de la antigua parroquia de Santa María de Toudell que actualmente pertenecen a Viladecavalls. Cerca de la urbanización están las urbanizaciones del Molinot y Can Pepet.
- Datos: Q11703547
- Multimedia: Sant Miquel de Gonteres / Q11703547